# Neptis carvinus
Neptis carvinus är en fjärilsart som beskrevs av Hans Fruhstorfer 1908. Neptis carvinus ingår i släktet Neptis och familjen praktfjärilar. Inga underarter finns listade i Catalogue of Life.